# Юррієн Тімбер
Юррієн Тімбер (нід. Jurriën Timber, нар. 17 червня 2001, Утрехт) — нідерландський футболіст, захисник клубу «Арсенал» і національної збірної Нідерландів.
Чемпіон Нідерландів.

## Клубна кар'єра
Народився 17 червня 2001 року в місті Утрехт. Вихованець футбольної школи клубу «Аякс».
У дорослому футболі дебютував 2018 року виступами за команду «Йонг Аякс», у якій провів два сезони, взявши участь у 39 матчах чемпіонату. 
До складу клубу «Аякс» приєднався 2020 року. Станом на 14 липня 2023 року відіграв за команду з Амстердама 85 матч в національному чемпіонаті.
Влітку 2023 року Тімбер перейшов до англійського клубу «Арсенал». 12 серпня 2023 року Тімбер зіграв першу гру у складі «Арсеналу». В тій же грі отримав важку травму коліна і надовго вибув з гри.

## Виступи за збірні
У 2017 році дебютував у складі юнацької збірної Нідерландів (U-17), загалом на юнацькому рівні взяв участь у 15 іграх, відзначившись 2 забитими голами.
З 2020 року залучався до складу молодіжної збірної Нідерландів. На молодіжному рівні зіграв в одному офіційному матчі.
У 2022 році Юррієн Тімбер у складі національної збірної Нідерландів взяв участь у чемпіонаті світу у Катарі. На турнірі футболіст провів чотири поєдинки.

## Статистика виступів

### Статистика клубних виступів
| Сезон             | Команда           | Чемпіонат         | Чемпіонат | Чемпіонат | Національний кубок | Національний кубок | Національний кубок | Континентальні кубки | Континентальні кубки | Континентальні кубки | Інші змагання | Інші змагання | Інші змагання | Усього | Усього | Усього |
| Сезон             | Команда           | Ліга              | Ігор      | Голів     | Ліга               | Ігор               | Голів              | Ліга                 | Ігор                 | Голів                | Ліга          | Ігор          | Голів         | Ігор   | Голів  |        |
| ----------------- | ----------------- | ----------------- | --------- | --------- | ------------------ | ------------------ | ------------------ | -------------------- | -------------------- | -------------------- | ------------- | ------------- | ------------- | ------ | ------ | ------ |
| 2018–19           | «Йонг Аякс»       | 1Д                | 11        | 0         |                    | -                  | -                  |                      | -                    | -                    |               | -             | -             | 11     | 0      |        |
| 2019–20           | «Йонг Аякс»       | 1Д                | 24        | 0         |                    | -                  | -                  |                      | -                    | -                    |               | -             | -             | 24     | 0      |        |
| 2020–21           | «Йонг Аякс»       | 1Д                | 4         | 0         |                    | -                  | -                  |                      | -                    | -                    |               | -             | -             | 4      | 0      |        |
| 2019–20           | «Аякс»            | ЕД                | 1         | 0         | КН                 | 0                  | 0                  | ЛЧ+ЛЄ                | 0                    | 0                    |               | -             | -             | 1      | 0      |        |
| 2020–21           | «Аякс»            | ЕД                | 19        | 1         | КН                 | 4                  | 0                  | ЛЧ+ЛЄ                | 1+5                  | 0+0                  |               | -             | -             | 29     | 1      |        |
| Усього за кар'єру | Усього за кар'єру | Усього за кар'єру | 59        | 1         |                    | 4                  | 0                  |                      | 6                    | 0                    |               | -             | -             | 69     | 1      |        |